# 康皮尼 (卡尔瓦多斯省)
康皮尼（法語：Campigny，法語發音：[kɑ̃piɲi] ⓘ）是法国卡尔瓦多斯省的一个市镇，属于巴约区。

## 地理
康皮尼（49°14'54"N, 0°48'1"W）面积5.61 平方千米，位于法国诺曼底大区卡爾瓦多斯省，该省份为法国西北部沿海省份，北濒大西洋英吉利海峡，东北与滨海塞纳省以海上边界相接，东临厄尔省，南至奧恩省，西与芒什省接壤。
与康皮尼接壤的市镇（或旧市镇、城区）包括：阿日、科坦、克鲁艾、朗希、勒特龙凯。

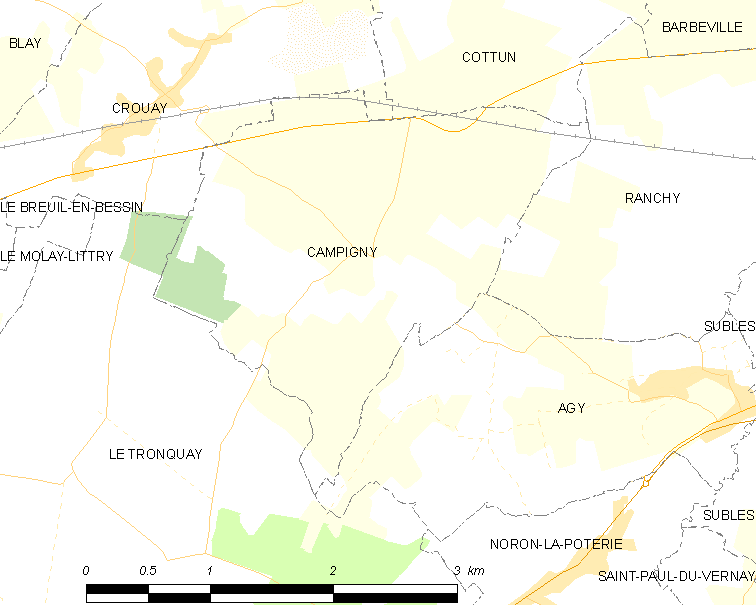
的OSM定位图

康皮尼的时区为UTC+01:00、UTC+02:00（夏令时）。

## 行政
康皮尼的邮政编码为14490，INSEE市镇编码为14130。

## 政治
康皮尼所属的省级选区为巴约县。

## 人口

1962-2008年间人口变化图示

康皮尼于2022年1月1日时的人口数量为185人。